# Do not touch
Do not touchは、MISAMOのデビュー曲。2023年7月14日に配信開始となった。

## 特色
美術品をモチーフにしたR&Bベースの楽曲。J.Y. Parkが作詞を手掛けており、美術館で作品の近くにある注意書き「Do not touch」（触らないでください）をコンセプトに、MISAMOを美術品のように高貴な存在に例え、サビでは「Yes, you can watch me（if if you love me）But you can't touch me（if if you love me）」（私を愛しているなら、あなたは私を見ることはできるけど、触れることはできない）と表現しているように、リスナーにも自分という貴重な存在を大切にしてほしいという意味が込められている。
実際の名画をモチーフとした衣装も特徴といえる。